# Fördergut
Als Fördergut werden Gegenstände bezeichnet, die mit einer Förderanlage transportiert werden. Die jeweiligen Förderanlagen müssen dabei an die spezifische Beschaffenheit des Fördergutes angepasst sein (z. B. bei Schüttgütern: Schüttdichte, Dichte, Böschungswinkel, Körnung, Feuchtigkeitsgehalt).
Fördergüter können alles sein, was in der industriellen Produktion vorkommt, z. B. Lebensmittel, Dosen, Flaschen.
Unterschieden werden
- Stückgüter wie Kisten, Säcke oder Paletten von
- Schüttgütern wie Getreide, Kohle, Kies oder Schlamm.

Im Bergbau bezeichnet man als Fördergut die Rohstoffe, die über- oder untertage abgebaut werden, u. a. Braunkohle, Steinkohle, Erz, Kali- und Steinsalz.